# Aplington
Aplington è una città degli Stati Uniti, situata nella Contea di Butler, nello Stato dell'Iowa.

## Geografia fisica
Aplington è situata a 42°34′57″N 92°52′57″W (42.582543 -92.882530). La città ha una superficie di 1,5 km², interamente coperti da terra. Le città limitrofe sono: Ackley, Allison, Dumont, Parkersburg, Stout, e Wellsburg. Aplington è situata a 297 m s.l.m.

## Società

### Evoluzione demografica
Al censimento del 2000, Aplington contava 1.054 abitanti e 439 famiglie. La densità di popolazione era di 702,66 abitanti per chilometro quadrato. Le unità abitative erano 470, con una media di 313,33 per chilometro quadrato. La composizione razziale contava il 99,53% di bianchi, lo 0,09% di asiatici e lo 0,38% di altre razze. Gli ispanici e i latini erano lo 0,19% della popolazione residente.